# الأدب الهولندي الوسيط

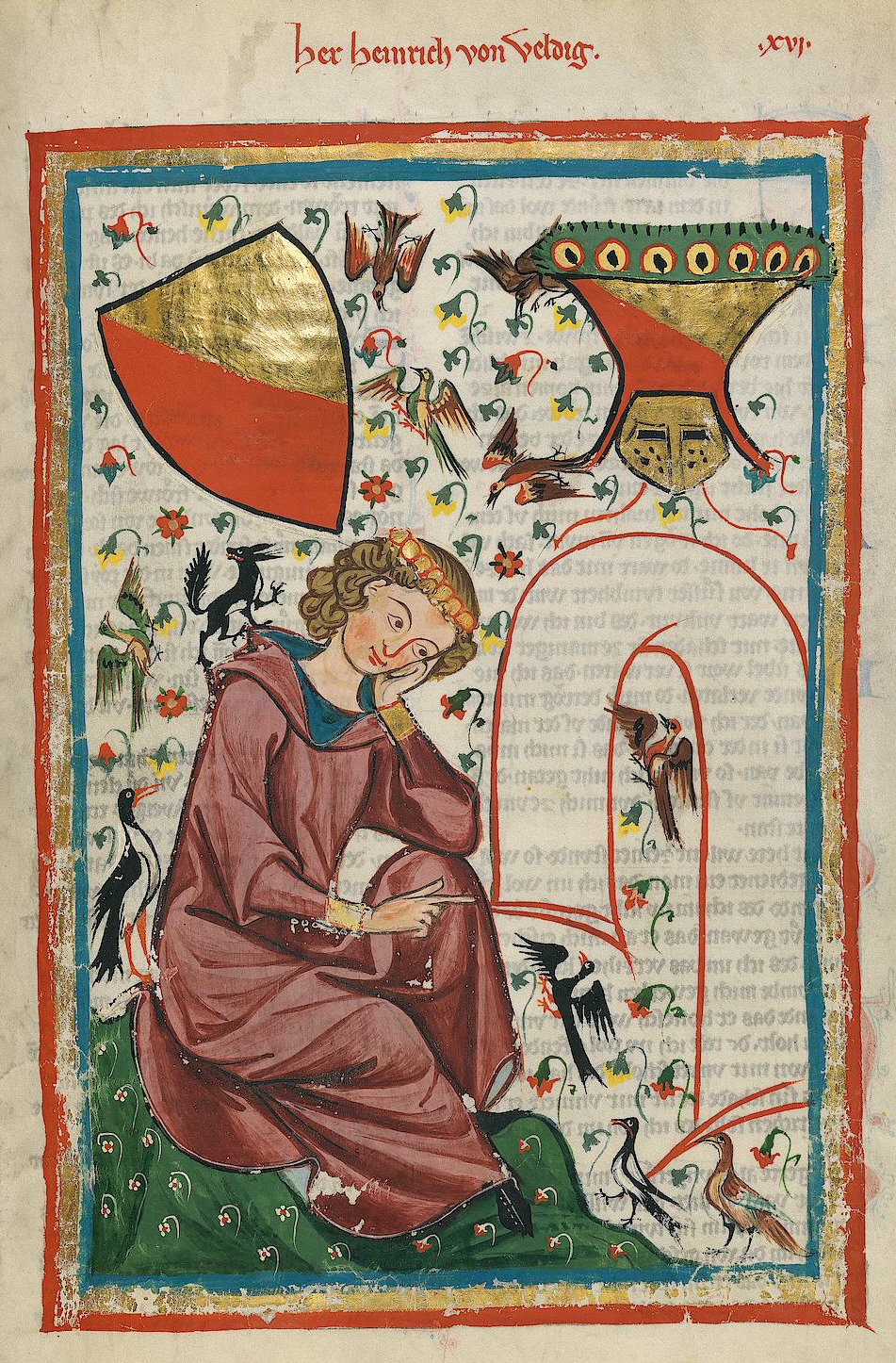

الأدب الهولندي الوسيط (1150-1500) هو الأدب المكتوب باللغة الهولندية الذي أنتِج في البلدان المنخفضة في الفترة الممتدة من القرن الثاني عشر إلى القرن السادس عشر. ولم يسبقه سوى نصوص قليلة مؤلفة من شذرات كُتبت باللغة الهولندية القديمة، وتلاه أدب عصر النهضة والعصر الذهبي الهولندي.

## المراحل المبكرة
في المراحل الأولى من الأدب الهولندي، كان الشعر هو الشكل السائد للتعبير الأدبي. وفي البلدان المنخفضة، كما هو الحال في بقية مناطق أوروبا، كانت روايات الفروسية الغرامية والشعر ألوانًا أدبية ذات شعبية خلال العصور الوسطى. وكانت الملحمة الفروسية لونًا أدبيًا ذا شعبية أيضًا، وكثيرًا ما تناولت الملك آرثر أو شارلمان (بالهولندية: Karel) بوصفهما شخصيات رئيسية (ومن الأمثلة الجديرة بالذكر على ذلك القصيدة الملحمية التي تحمل عنوان «شارلمان والطيف القزم / الضيف القزم»، بالهولندية: Karel ende Elegast).
يُعد أول كاتب معروف الاسم كتب باللغة الهولندية هو شاعر القرن الثاني عشر «هاينريش فان فيلدكه» من كونتية لون، الذي كان من المعاصرين المبكرين للشاعر الغنائي «فالتر فون در فوغلفايدي». كتب فان فيلدكه شعر الحب الفروسي وسيرة تقديسية للقديس سيرفاتيوس وإعادة سرد ملحمي للإنيادة بلهجة ليمبورغية تتراوح بين حدود اللغتين الهولندية والألمانية.
لقد كان عدد من الأعمال الملحمية التي نجت، ولا سيما روايات الفروسية الغرامية، عبارة عن نسخ عن جهود ألمانية أو فرنسية سابقة أو توسعات فيها، لكن ثمة أمثلة عن أعمال أصيلة حقيقية (مثل قصيدة «شارلمان والطيف القزم/الضيف القزم» الملحمية التي كُتبت بتوقيع مجهول) وأعمال أصيلة باللغة الهولندية تُرجمت إلى لغات أخرى (يبرز من بينها المسرحية الهولندية الأخلاقية التي تحمل عنوان «إلكرليك – Elckerlijc» والتي شكلت الأساس الذي استندت عليه المسرحية الإنجليزية «كل الرجال – بالإنجليزية: Everyman).
وفي ما خلا الحكايات القديمة التي شكلت جزءًا لا يتجزأ من الأغاني التقليدية الهولندية، لم تصل إلينا أي حكايات فلكلورية أصيلة من العصور الهولندية القديمة عمليًا، وبالكاد وصلتنا بعض الأصداء من الميثولوجيا الجرمانية. ومن جهة أخرى، ظهرت قصص شارمان وآرثر البطولية بأشكال من اللغة الهولندية الوسطى مباشرةً. ومن الواضح أن هذه الأعمال قُدمت من قبل شعراء جوالين، وتُرجمت بهدف إرضاء فضول نساء العائلات النبيلة، ونادرًا ما وصل إلينا اسم أحد مترجمي هذه الأعمال. تُرجمت قصيدة «نشيد رولاند» في مرحلة ما من القرن الثاني عشر، وأكمل الشاعر الفلامندي الجوال «ديديريش فان أسينيده - Diederic van Assenede» نسخته من قصة «الزهرة والزهرة البيضاء» (بالإنجليزية: Floris and Blancheflour) باسم «Floris ende Blancefloer» نحو عام 1260.
ويظهر أن الأساطير الآرثرية قد أدخِلت إلى الإقليم الفلامندي عن طريق بعض المستعمرين الفلامنديين في ويلز، لدى عودتهم إلى موطنهم الأم. ونحو عام 1250، ترجم شاعر جوال من دوقية برابانت سلسلة قصص لانسلوت بأمر من «لودفيك فان فيلتم» (بالهولندية: Lodewijk van Velthem) الذي يدين الشاعر له بحق الولاء. وتحتوي هذه النسخة المعدلة، المعروفة بعنوان «Lancelot-Compilatie»، على فروقات عديدة عن الأصل الفرنسي، وتضم عددًا من الحلقات التي من المحتمل أنها كانت في أصلها روايات مستقلة. وبعض هذه الحلقات هي في حد ذاتها ترجمات عن نصوص أصلية فرنسية، في حين يبدو أن بعضها الآخر –مثل قصة «موريان - Morien»- أعمال أصلية. أما قصة غاوين فقد تُرجمت من قبل الشاعرين بينينش (بالهولندية: Penninc) وفوستايرت (بالهولندية: Vostaert) تحت العنوان الهولندي « Roman van Walewijn» قبل عام 1260، في الوقت الذي كان أول كاتب هولندي للأعمال الملحمية الأصلية بالكامل، وهو ياكوب فان مايرلانت، يُشغل فيه نفسه بالعديد من القصص الرومنسية التي تتناول مرلين والكأس المقدسة.
ولقد كُتبت أقدم شذرات ما تزال موجودة من ملحمة «الثعلب رينارد» باللغة اللاتينية، وكتبها قساوسة فلامنديون. وفي عام 1250 تقريبًا، وُضع الجزء الأول من نسخة شديدة الأهمية باللغة الهولندية، تحت عنوان «Vanden vos Reynaerde»، على يد الكاتب فيلم (بالهولندية: Willem). وفي عمله الذي لم يزل موجودًا، تأثر الكاتب بالشاعر بيير دو سان كلود لكن دون تقليد أعمى، وهو يُعتبر أول كاتب يستحق الإعجاب بحق من بين مؤسسي الأدب الهولندي الذين وصلتنا أعمالهم. ولقد أكمِل الجزء الثاني على يد شاعر آخر، هو أيرنوت (بالهولندية: Aernout)، الذي لا نعرف عنه الكثير من المعلومات في ما خلا ذلك.
وكان أول كاتب شعر غنائي من البلدان المنخفضة هو جون الأول، دوق برابانت، الذي نجح في مجال أغنية الـ«مينيليد – minnelied» الرومنسية. وفي عام 1544، رأت أقدم مجموعة من الأغاني الفلكلورية الهولندية النور، واحتوى المجلد على عمل رومنسي أو اثنين من القرن الرابع عشر، أشهرها أغنية «إنها تبزغ في الشرق» (بالهولندية: Het Daghet in den Oosten). وأقدم شذرة تقريبًا من الشعر الشعبي الهولندي، لكن من وقت لاحق، هي أغنية بالاد تاريخية تصف مقتل فلوريس الخامس، كونت هولندا، في عام 1296. وطُبعت مجموعة مثيرة للاهتمام من الأغاني والقصائد الغنائية الصوفية التي وضعتها الشاعرة هاديفيش (بالهولندية: Hadewijch) -التي كانت تنتمي إلى جماعة دينية في برابانت- للمرة الأولى في عام 1875.
وحتى وقتنا الحالي، يظهر أن النتاج المكتوب باللغة الهولندية الوسطى كان يخدم الأوامر الأرستقراطية والرهبانية بشكل أساسي، فسجل تقاليد الفروسية والدين، غير أنه نادرًا ما كان يتوجه إلى عامة الشعب. ومع انتهاء القرن الثالث عشر، خيم تغيير على وجه الأدب الهولندي. بدأت البلدات الهولندية تزدهر وتدافع عن تفوقها التجاري وسيادتها على بحر الشمال. وفي ظل حكم حكام معتدلين مثل ويليام الثاني وفلوريس الخامس، اكتسبت دوردريخت وأمستردام ومدن أخرى امتيازات كادت تقارب الاستقلال السياسي، وفي هذه الأجواء المليئة بالحرية انبثق نمط جديد من التعبير الأدبي.

## الكتّاب المؤثرون
كان مؤسس هذا الأدب الهولندي الأصيل ومبتكره هو ياكوب فان مايرلانت، إذ يحتل عمله المعنون بـ«زهرة الطبيعة» (بالهولندية: Der Naturen Bloeme)، والذي كتب في عام 1263 تقريبًا، مكانة هامة في الأدب الهولندي المبكر. والعمل عبارة عن مجموعة من الخطابات الأخلاقية والهجائية الموجهة إلى كل طبقات المجتمع. ومن خلال عمله المعنون بـ«إنجيل الشعر» (بالهولندية: Rijmbijbel)، بشّر بما جاءت به حركة الإصلاح من شجاعة وفكر حر. لكنه لم يبدأ العمل على درة أعماله قبل عام 1284، وهو «مرآة التاريخ» (بالهولندية: Spieghel Historiael)، بناء على أوامر من الكونت فلوريس الخامس.
وفي المقاطعات الشمالية، تجلت موهبة على نفس الدرجة من العظمة في شخص ميليس شتوكه (بالهولندية: Melis Stoke)، وهو راهب من دير إغموند (بالهولندية: Egmond)، الذي كتب تاريخ كونتية هولندا حتى عام 1305. ولقد طُبع عمله المعنون بـ«تاريخ الشعر» (بالهولندية: Rijmkroniek) في عام 1591 وقدّم بإتقانه ودقة تفاصيله خدمة لا تضاهى للمؤرخين اللاحقين.